# 小行星10153
小行星10153（10153 Goldman）是一颗绕太阳运转的小行星，为主小行星带小行星。该小行星于1994年10月26日发现。

## 轨道参数
小行星10153的轨道半长轴为2.3106855 UA，离心率为0.197。